# Topcat (Bootsklasse)

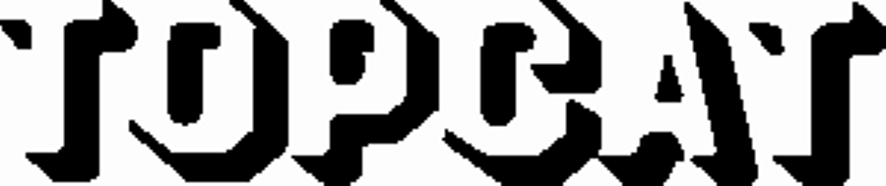
Klassenzeichen

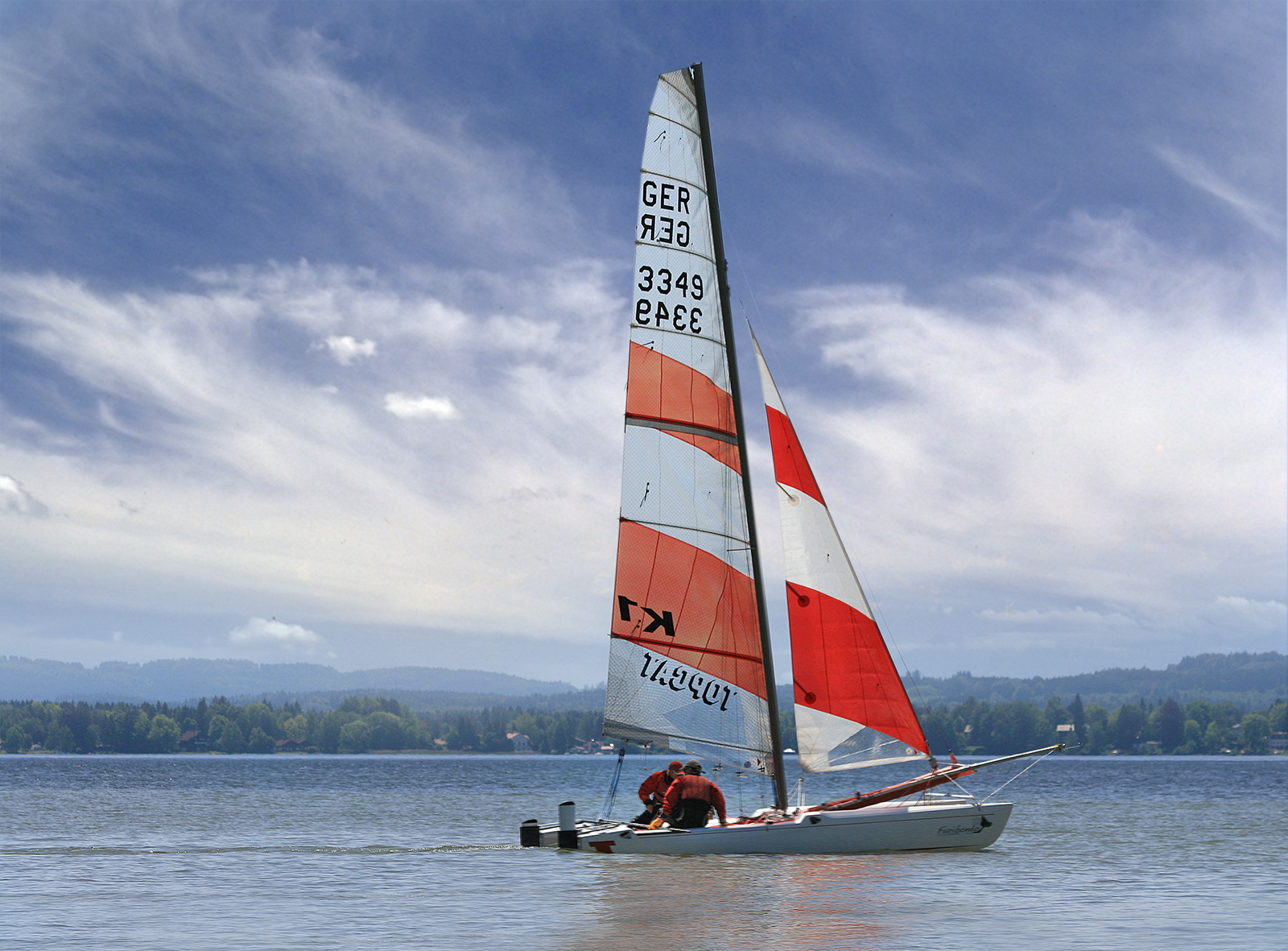
TOPCAT K1 mit 5,48 m (18 ft) Länge

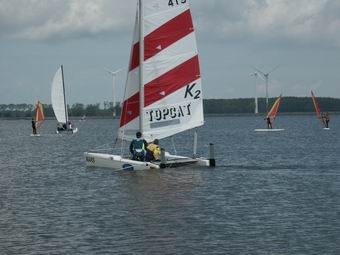
TOPCAT K2 mit 5,17 m (17 ft) Länge

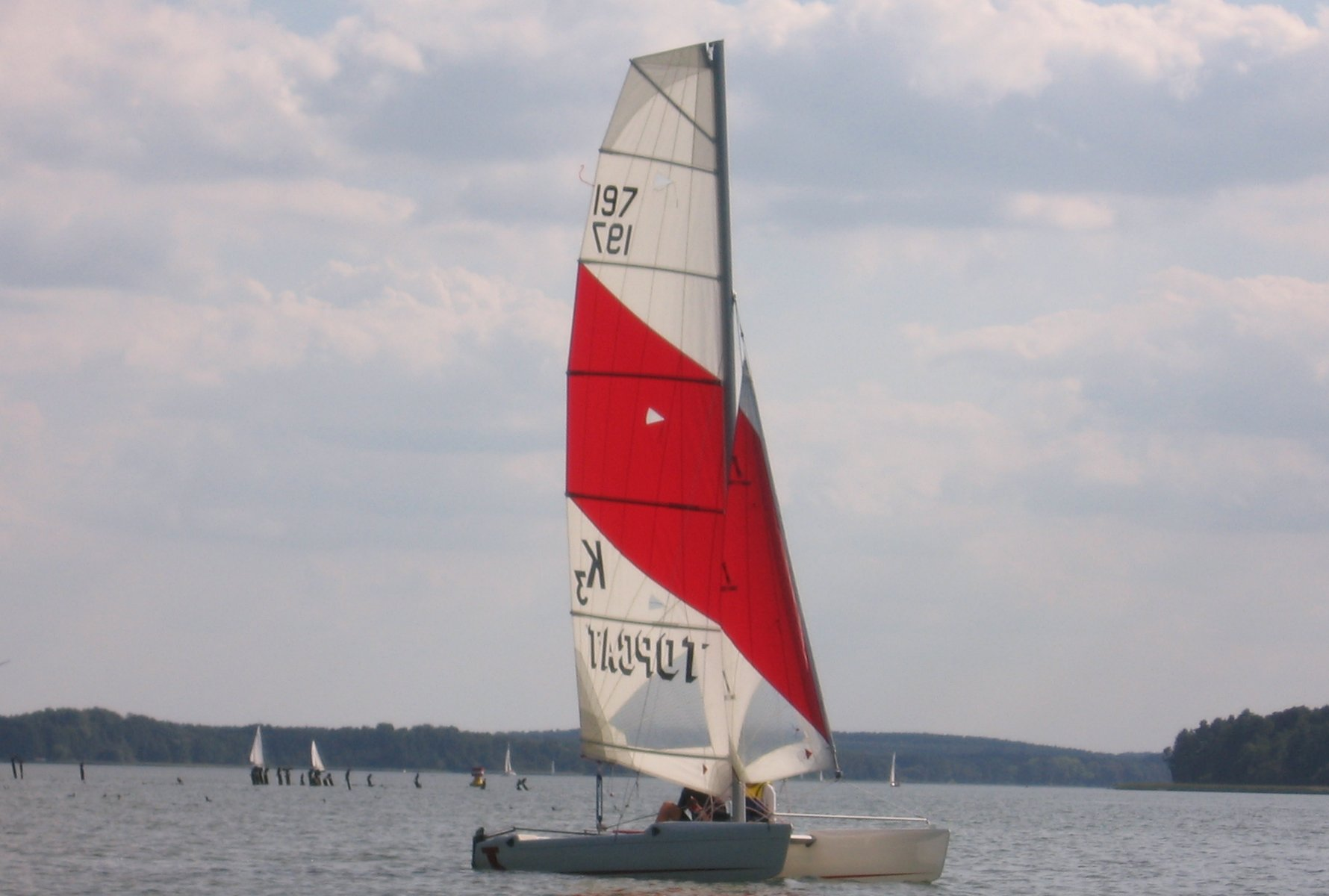
TOPCAT K3 mit 4,92 m (16,1 ft) Länge

Die Topcat-Bootsklasse ist eine „One-Design“ Segelkatamaran-Bootsklasse, die in verschiedene Baugrößen gegliedert ist. Die Segelkatamarane sind hierbei weit verbreitete Zweirumpfboote in den Baugrößen von 3,60 m (12 ft) bis 5,50 m (18 ft). Sie sind weltweit vertreten und zeichnen sich durch die schraubenlose Montage aus.

## Geschichte
Mitte der 1970er Jahre fanden zwei deutsche Segelrivalen der Katamaranklasse A-Cat, Bernd Breymann und Klaus Enzmann, den umständlichen Transport und Aufbau der Sportkatamarane nicht zufriedenstellend.
Ihre Idee war ein Sportkatamaran mit folgenden Eigenschaften:
- Herstellung der Bootsrümpfe (Schwimmer) aus glasfaserverstärktem Kunststoff (GFK) (wie im Bootsbau üblich)
- schwertloses Rumpfdesign
- schraubenlose Montage
- trailerbar (Breite kleiner als 2,55 m gemäß StVZO)
- problemloser Transport auf dem Dach eines Automobils
- Vereinfachung bestehender Konstruktionen

Im Jahr 1975 baute Klaus Enzmann, der Konstrukteur der Katamarane, einen ersten schwertlosen Prototyp ohne Ruder, im Prinzip ähnlich dem spanischen „Patin-Vela“, jedoch in Details verbessert. 1976 wurde der Prototyp erstmals von Klaus Enzmann mit einem neuartigen Ruder versehen, das neben anderen Ausstattungsmerkmalen zum Patent angemeldet wurde. Im selben Jahr wurde die Firma TOPCAT GmbH gegründet. Im folgenden Jahr erschien der erste Topcat-Katamaran, ein 4,80 m langes Zweirumpfboot, das nur mit Steckverbindungen zusammengehalten wurde. Er verfügte über eine Masthöhe von 7,00 m sowie einer Fock mit 3,6 m² und einem Großsegel mit 11,2 m² Segelfläche.
Aus dem Kreis von Topcat-Seglern gründet sich 1981 die Deutsche Topcat-Klassenvereinigung. So wurde die Organisation zahlreicher Regatten möglich, bei denen auch absolute Regatta-Neulinge teilnehmen konnten. Schulungen werden im Rahmen der Verband Deutscher Sportbootschulen (VDS) und dem Verband Deutscher Windsurf- und Segelschulen (VDWS) durchgeführt. Erste Topcat-Stationen entstehen am Gardasee.
1983 wurde nach der nationalen die International Topcat Class Association (ITCA) gegründet. Im gleichen Jahr fanden die ersten Europameisterschaften in Brenzone am Gardasee mit 44 Teilnehmerbooten aus fünf Ländern statt.
Im Jahr 2005 wurde Topcat K1 als offizielle ISAF-Regattaklasse anerkannt. Die erste Weltmeisterschaft fand darauf im September in Torbole auf dem Gardasee statt.
In Deutschland ist die Klasse vom Deutschen Seglerverband bislang nicht als meisterschaftswürdig eingestuft, da die Meisterschaftsordnung des DSV in Abs. 5.1.1 mindestens 60 in der Rangliste geführte Boote und die Ranglistenordnung in Abs. 5.1.3 10 Boote in einer Wettfahrt fordert. Unter anderem durch die Aufteilung auf die verschiedenen Unterklassen K1, K2 und K3 wird die notwendige Anzahl gleicher Boote in der Rangliste nicht erreicht.

## Katamarane

### Konzept
Übliche Katamarane waren wie gleich große Segelboote getakelt. Bei Topcat-Katamaranen entfallen der verletzungsträchtige Großbaum, Schwerter sowie komplizierte Trimm-Mechanismen wie Wantenspanner. Um trotz fehlender Schwerter genügend Lateralfläche zu bieten, wurde das Profil der Schwimmer zur Kiellinie hin sehr schmal und tief gewählt. Dieses ist ein Kompromiss zwischen nötiger Querstabilität und Manöveragilität. Die beiden Rümpfe sind nur auf die zwei Querprofile gesteckt und werden durch ein dazwischen gespanntes Trampolin stabil zusammengehalten. Neu ist auch der teilbare und frei drehbare Mast sowie ein Liftruder, bei dem die Ruderblätter in flachem Wasser nicht umständlich nach oben geklappt werden müssen, sondern nach Zug an der dafür vorgesehenen Leine einfach durch die Ruderbacken nach oben gleiten. Zur Sicherheit sind Kenterleinen im vorderen Beam befestigt, die nach dem Kentern ein einfaches Aufrichten des Katamarans ermöglichen. Die mitgeführte Ausrüstung kann in den beiden Staufächern mit Drehverschluss trocken untergebracht werden.
Der Topcat ist als Katamaran sehr gut für Küstengewässer mit Wellen geeignet. Ungewöhnlich ist die Eigenschaft des Topcats, in sehr flachen Binnengewässern segeln zu können, da er wenig Tiefgang hat und noch steuerbar ist, wenn die Ruder auf Höhe der Kiellinie eingefahren sind.

### Rumpf

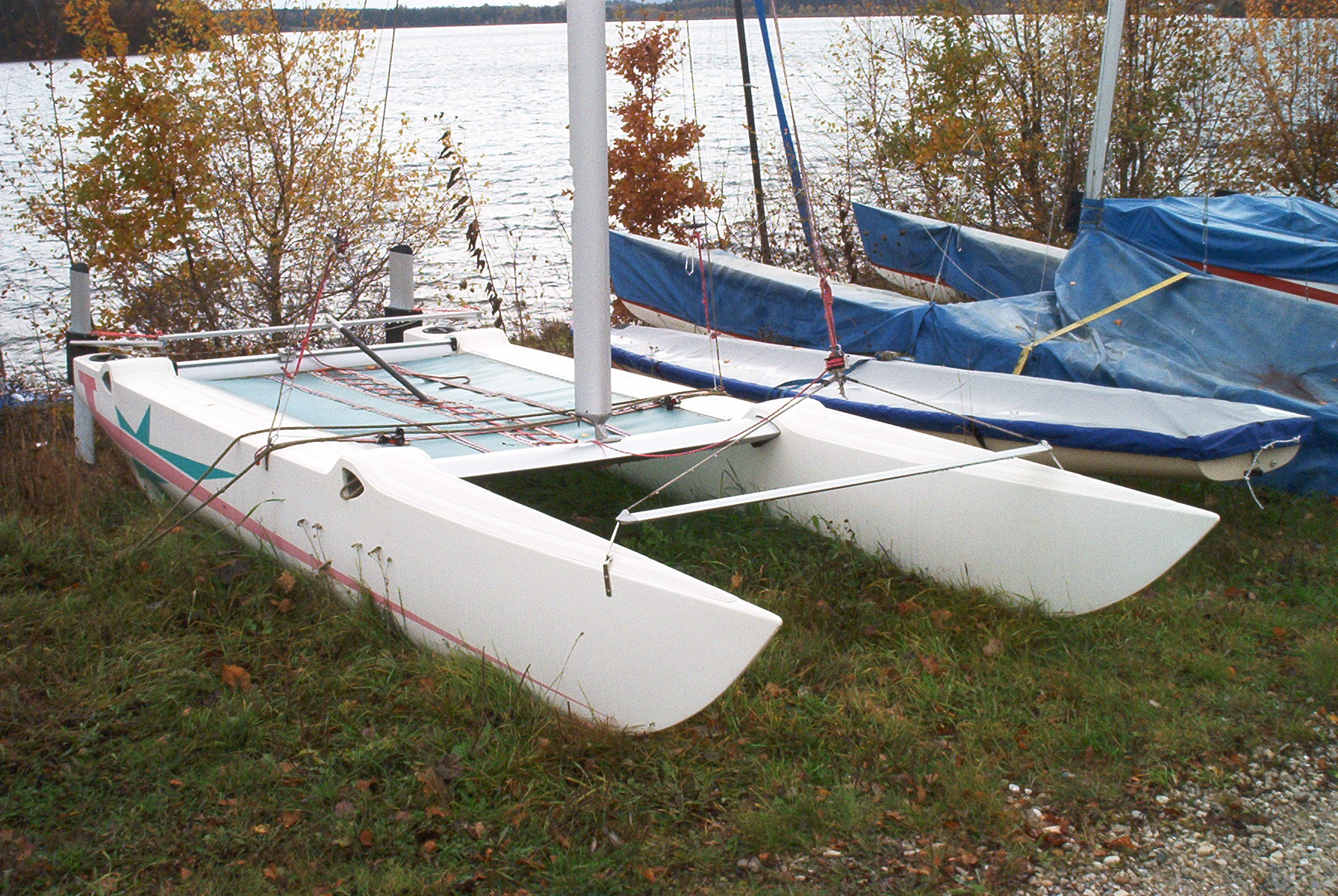

Die Rümpfe der Topcat-Katamarane sind dem Design des Tornados sowie des Dart sehr ähnlich. Auf die Steckschwerter wird verzichtet. Dafür wurden die Rümpfe im unteren Bereich mit den für Strandkatamaranen typischen Kielflossen ausgestattet. Das Material ist Kunststoff und glasfaserverstärkter Kunststoff mit einer Stärke von wenigen Millimetern in den oberen und seitlichen Bereichen. An einzelnen stärker beanspruchten Stellen ist Materialstärke den auftretenden Kräften angepasst:
- zwei Aufnahmepunkte der Beams (in der Form ähnlich einer Epitrochoide)
- ein Aufnahmepunkt der Wante
- ein Aufnahmepunkt des vorderen Beams
- der Spiegel mit der Aufnahme für die Liftruderanlage
- Kielflossen
- es gibt Ausführungen mit extra verstärktem Kiel für Schulungsfahrzeuge oder Korallenreviere

Die Oberfläche der Rümpfe ist mit einem Gelcoat versehen. Erreichbar ist der Innenraum eines Rumpfes je über einen Inspektionsdeckel, der sich im Bereich der hinteren Beamaufnahmen befindet.

### Tragwerk
Zwei im Profil einer Hypotrochoide ähnlichen Aluminium-Beams sind in die Rümpfe gesteckt, die Stabilität wird durch ein dazwischen gespanntes Trampolin aus Kunstfasergewebe erzeugt. Dieses besteht aus zwei Gewebebahnen, die außen mit einem runden Gummiprofil in die Nut eines Aluminiumprofils gesteckt werden, welches an der inneren Rumpfkante vernietet ist. Die Gewebebahnen werden in der Mitte des Bootes ähnlich einer Korsage verschnürt.
Auf dem vorderen Beam ist die Aufnahme für den Mast vernietet, ein Kugelkopf.

### Rigg, Takelage, Segel
Das Rigg besteht aus einem drehbar gelagerten stromlinienförmigen Mast, der durch ein Wantenpaar und ein Vorstag gehalten wird. Salinge im klassischen Sinne besitzen die Topcat-Katamarane nicht. Nur die Unterklassen K1 und Spitfire verfügen über Diamonds, um den Mast zu stabilisieren.
- Das Großsegel wird ohne Baum gefahren und ist mit Segellatten komplett durchgelattet und verfügt, erforderlich durch den fehlenden Großbaum, über ein sehr stabiles Achterliek. Es kann den Windverhältnissen mit einem Unterliekstrecker angepasst werden. Es wird in einer Nut im Mast geführt und durch ein patentiertes Hakensystem oben am Mast eingehakt.

- Die Fock besitzt in der Schot eine einfache Übersetzung und einen Traveller. Sie ist als Rollfock ausgeführt.

Die Segel gibt es in drei Ausführungen:
1. Classic (für Anfänger)
2. Streamcut (für Fortgeschrittene)1
3. Folie (Pentex, für Regatten)1

Die Größe der Streamcut- und „Folien“-Segel sind identisch, es kommen nur verschiedene Stoffe, Dacron (Streamcut) bzw. Pentex (Folie), sowie konstruktionsbedingt leicht unterschiedliche Segelschnitte zum Einsatz.
1 zulässig für die Regatten der International Topcat Class Association (ITCA)

### Ausrüstung
Die Topcat-Katamarane der Unterklassen K1, K2, K3 sowie K4 können mit einem Reacher ausgerüstet werden. Dies ermöglicht eine erhebliche Steigerung der Geschwindigkeit auf Vorwind- und Raumwindkursen. Die serienmäßige Rollfockanlage erlaubt es, beim Setzen des Reachers die Fock zu bergen.
Außerdem kann bei jeder Unterklasse der Vorschoter, bei Spitfire, K1, K2 und K3 auch der Steuermann, wie es bei vielen sportlichen Regattabooten üblich ist, auf eine Trapezeinrichtung zum Trimmen des Bootes zurückgreifen.
Auf Ranglistenregatten wird der K1 zweihand mit Fock, Großsegel und Reacher gesegelt, der K2 entweder zweihand mit Fock und Großsegel oder einhand ohne Fock und der K3 einhand mit Großsegel und Reacher. Der K4 ist für leichte Jugend-Crews ausgelegt. Dadurch bietet der Topcat für jede Besatzung und Könnenstufe eine passende Unterklasse.

### Modelle
| Baureihe                           | F1 / F2             | Spitfire 2.3 / 2.5  | K1                  | K2                  | K3                  | K4 / 4.5            | Chico      |
| ---------------------------------- | ------------------- | ------------------- | ------------------- | ------------------- | ------------------- | ------------------- | ---------- |
| Bauzeit                            | 1977-2005           | 1985 -1993          | seit 1993           | seit 1995           | seit 1999           | seit 2005           | seit 2005  |
| Länge (LüA)                        | 4,80 m              | 5,48 m              | 5,48 m              | 5,17 m              | 4,92 m              | 4,50 m              | 3,60 m     |
| Länge (LüA)                        | 15,7 ft             | 18,0 ft             | 18,0 ft             | 17,0 ft             | 16,1 ft             | 14,8 ft             | 11,8 ft    |
| Breite (BüA)                       | 2,00 m              | 2,50 m              | 2,50 m              | 2,44 m              | 2,21 m              | 2,21 m              | 1,98 m     |
| Masthöhe                           | 7,00 m              | 9,20 m              | 9,15 m              | 8,20 m              | 7,60 m              | 7,00 m              | 5,76 m     |
| Leergewicht                        | 115 kg              | 180 kg              | 170 kg              | 155 kg              | 138 kg              | 115 kg              | 80 kg      |
| Segelfläche Groß                   | 11,2 m²             | 16,7 m²             | 16.7 m²             | 15.9 m²             | 14,9 m²             | 11,0 m²             | 5,8 m²     |
| Segelfläche Fock                   | 3,6 m²              | 5,4 m²              | 5,4 m²              | 4,2 m²              | 3,2 m²              | 2,5 m²              | 2,1 m²     |
| Segelfläche Reacher                | --,- m²             | --,- m²             | 18,8 m²             | 16,3 m²             | 16,3 m²             | 12,0 m²             | --,- m²    |
| Trapez                             | 1                   | 2                   | 2                   | 2                   | 1                   | 1                   | 1          |
| Besatzung                          | 1/2                 | 2                   | 2                   | 1/2                 | 1/2                 | 1/2                 | 2 (Kinder) |
| Catstick LW1 / MW2 / SW3           | 1610 / 1220 / 980 4 | 1498 / 1110 / 896 5 | 1375 / 1040 / 830 6 | 1460 / 1120 / 905 7 | 1480 / 1140 / 920 8 | 1610 / 1220 / 980 9 | - / - / -  |
| Catstick – Spizahl LW1 / MW2 / SW3 | 20 / 30 / 30 4      | 20 / 30 / 30 5      | 0 / 0 / 0 6         | 20 / 30 / 30 7      | 20 / 30 / 20 8      | 20 / 30 / 30 9      | - / - / -  |

- K1 produziert: 2920 Gesamt, 20 im Jahr 2013[2]

Anmerkungen
Alle Angaben gemäß dem Deutschen Segler-Verband (DSV)

1 *LW – leichter Wind – unter 3,5 m/s (< 3 bft) Durchschnitt; 2*MW – mittlerer Wind – zwischen 3,5 und 8 m/s (3 bft bis 5 bft) Durchschnitt; 3*SW – stärkerer Wind – über 8 m/s (> 5 bft); 4Topcat F1 Streamcut Einhand; 5Topcat Spitfire 2.5 Classic; 6Topcat K1 Streamcut mit Spi 2-Mann; 7Topcat K2 Streamcut 2-Mann; 8Topcat K3 Streamcut Einhand + 2-Mann; 9Topcat 4.5 Streamcut Einhand (vorläufig vom F1/F2 übernommen)